# Razdvoumljanje večpomenskih besed
V računalniškem jezikoslovju je razdvoumljanje večpomenskih besed proces, kjer se določi kateri pomen besede je uporabljen v določenem stavku, kjer ima lahko beseda več različnih pomenov.
Kot primer si poglejmo dva različna pomena besede klop:
- majhen zajedavec
- podolgovata priprava za sedenje

Primer besede v povedih:
- Pod pazduho se mi je prisesal klop.
- Sedel sem na klop, da si odpočijem.

Človeku je jasno da je beseda klop v prvi povedi mišljena kot zajedavec, v drugi pa se pomen nanaša na pripravo za sedenje. Zelo težko je razviti algoritme, ki bi bili sposobni imitirati tako človeško sposobnost.

## Težave
Pri razdvoumljanju večpomenskih besed naletimo na težavo pri določanju vseh njenih pomenov. V nekaterih primerih je pomen besede takoj razviden, v drugih pa so si lahko pomeni precej sorodni (nekateri pomeni so lahko le metaforična ali metonimična razširitev drugega pomena), zato je takšna delitev besed na pomene zelo težavna. Različni slovarji nam ponujajo različne delitve besed na pomene. Raziskovalci so problem rešili tako, da so se odločili za določen slovar ter uporabili le ponujen niz pomenov. Navadno so bili rezultati raziskav, pri katerih je bila uporabljena groba razdelitev pomenov, precej boljši kakor tisti, pri katerih je bila razdelitev zelo podrobna. Večina raziskovalcev se pri svojem delu zato ne spušča v podrobno delitev. 
Dodaten problem je neskladnost človeške presoje. Sistemi razdvoumljanja večpomenskih besed so testirani tako, da se njihovi rezultati primerjajo s človeškimi, ti pa se med seboj večkrat razlikujejo. Od računalnika ne moremo pričakovati izdelka, ki bi se lahko primerjal s človeškim, saj človek služi računalniku kot merilo, zato bi bili rezultati, boljši od človeških, protislovni.
Nekateri raziskovalci umetne inteligence trdijo, da se ne da analizirati pomena besed brez poznavanja splošnega znanja. Na primer:
Eva in Petra sta sestri.
(sta sestri ena drugi) v primerjavi z:
Eva in Petra sta materi.
(vsaka od njiju je mati). 
Da bi pravilno identificirali pomen besed je treba poznati splošno znana dejstva.

## Pristopi
Pri vsaki računalniški obdelavi naravnega jezika imamo dva pristopa k razdvoumljanju večpomenskih besed – temeljiti in površni pristop.
Temeljiti pristopi se povezujejo z vsestranskim telesom splošnega znanja. Znanje kot, “pod pazduho se ti lahko prisesa klop, vendar ne priprava za sedenje” ter “sedel sem na klop in ne na majhnega zajedavca”, je uporabljeno za določitev pomena besede. Takšni pristopi v praksi niso ravno uspešni, kajti omenjeno telo znanja, razen v zelo omejenih domenah, ne obstaja v računalniško berljivi obliki. Če pa bi takšno znanje obstajalo, bi bil temeljiti pristop veliko bolj točen od površnega. Ko govorimo o kodiranju splošnega znanja, obstaja pri računalniškem jezikoslovju tradicija preizkušanja takih pristopov, in težko je ugotoviti ali je vpleteno znanje lingvistično ali splošno.
Površni pristopi se ne ubadajo z razumevanjem besedila, ampak upoštevajo le besede, ki iskano besedo obkrožajo. To deluje tako, da »če ima klop v svoji bližini besedi gozd in prisesati je pomen besede najverjetneje žival; če ima klop v bližini besedi sedeti ter vrt, je njen pomen najverjetneje mišljen kot priprava za sedenje.« Takšni predpisi so lahko avtomatično izpeljani iz računalnika z uporabo korpusa ali besed, ki so označene z vsemi možnimi pomeni. Tak pristop se v teoriji zaradi omejenosti splošnega znanja računalnika ne more kosati s temeljitim pristopom, zato pa nam ponuja boljše rezultate v praksi. Vseeno pa se lahko zmede v stavkih kot na primer: »Kos je pojedel drobtino«, kjer lahko besedo kos razume kot del snovi in ne kot ptiča, saj je v njeni bližini beseda drobtina (npr. pojesti kos drobtine).